# Kilgore (Texas)
Kilgore is een plaats (city) in de Amerikaanse staat Texas, en valt bestuurlijk gezien onder Gregg County en Rusk County.

## Demografie
Bij de volkstelling in 2000 werd het aantal inwoners vastgesteld op 11.301.
In 2006 is het aantal inwoners door het United States Census Bureau geschat op 12.040, een stijging van 739 (6.5%).

## Geografie
Volgens het United States Census Bureau beslaat de plaats een oppervlakte van
40,0 km², waarvan 39,9 km² land en 0,1 km² water.

## Plaatsen in de nabije omgeving
De onderstaande figuur toont nabijgelegen plaatsen in een straal van 16 km rond Kilgore.

## Geboren
- Will Jennings (1944-2024), songwriter
- Randy Matson (1945), kogelstoter
- Ally Venable (1999), bluesmuzikante en -zangeres